# أشعة المصعد

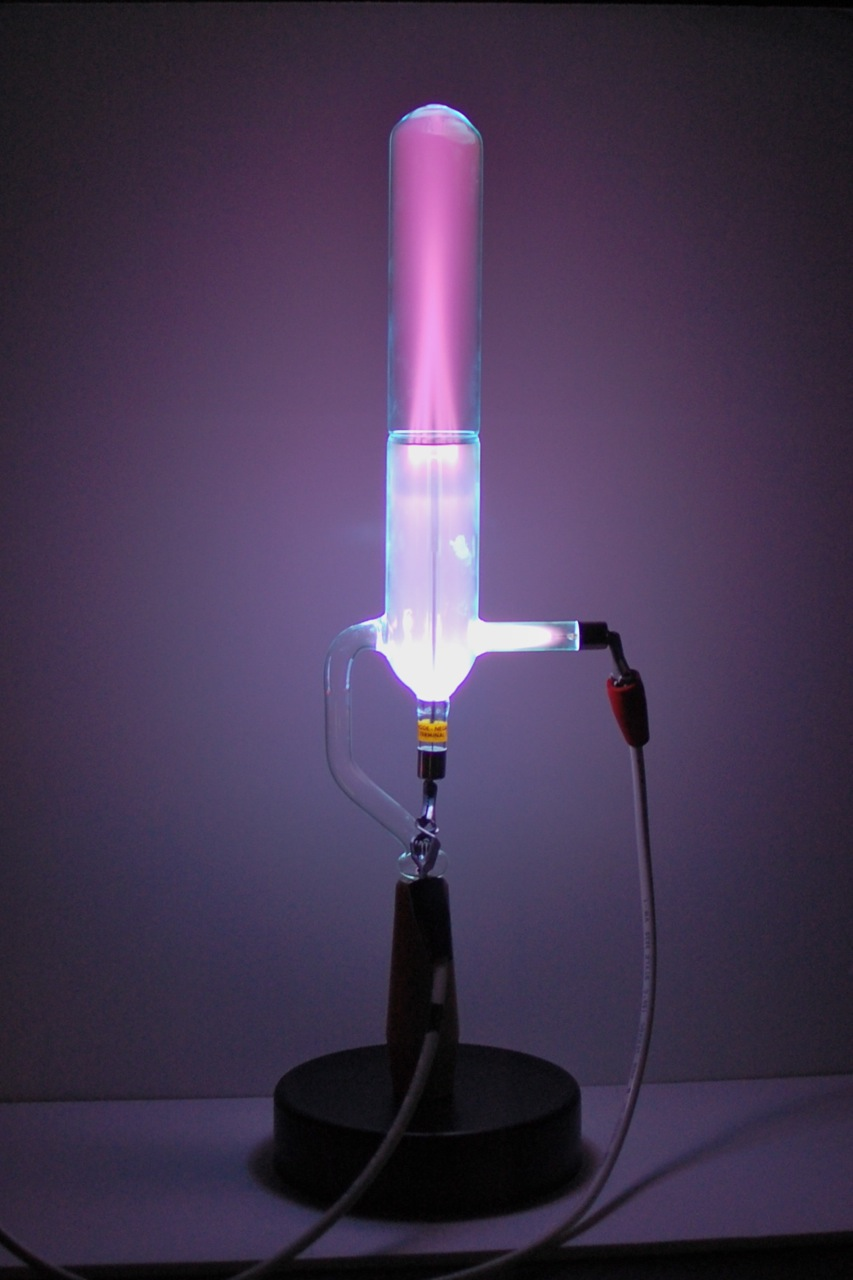
أنبوب لأشعة المصعد يظهر الأشعة وهي تمر عبر أنبوب المهبط المثقوب وتسبب توهجًا ورديًا فوقه.

في الكيمياء أشعة القناة (Canal Rays) أو الأشعة الموجبة أو أشعة المصعد أو أشعة الأنود هو شعاع من الأيونات الموجبة الذي ينتج بواسطة أنواع معينة من   أنابيب تفريغ الغاز . لوحظت لأول مرة في أنابيب كروكس خلال التجارب التي أجراها العالم الألماني يوجين غولدشتاين عام 1886.أدت الأبحاث والتجارب اللاحقة التي أجراها العالمين فلهلم فيين وجوزيف طومسون على أشعة المصعد إلى تطوير تقنية مطيافية الكتلة.

## آلية تكونها
تتكون هذه الأشعة في أنبوب تفريغ كهربائي يتكون من صفيحة مهبط مثقوبة، حيث أنه بعد أن يتولد ما يعرف بـ(أشعة المهبط)، تصطدم هذه الأشعة (المهبط) في بقايا الغازات الموجودة داخل أنبوب التفريغ، فتقوم بتأيين تلك الغازات مكونة أيونات موجبة، تنجذب تلك الأيونات إلى ما يخالفها في الشحنة وهو المهبط -المثقوب- وتدخل عبر تلك الثقوب، مما يؤدي إلى تكون ما يعرف بـأشعة القناة .

## خصائصها
- نسبة شحنة دقائق هذه الأشعة إلى كتلتها (ش/ك) متغيرة وتختلف باختلاف الغاز الموجود داخل أنبوب التفريغ .
- تنحرف هذه الأشعة بطريقة تَدُلّ على شحنتها، حيث تنحرف إلى المجال المخالف لها في الشحنة، وبما أن شحنتها موجبة، فإنه عند التأثير عليها بمجال كهربائي أو مغناطيسي سالب تنجذب نحوه .
- نسبة شحنة دقائق هذه الأشعة إلى كتلتها (ش/ك للبروتونات +P) أقل من نسبة شحنة دقائق أشعة المهبط إلى كتلتها (ش/ك للإلكترونات -e).